# Baryshsky (huyện)
Huyện Baryshsky (tiếng Nga: ? райо́н) là một huyện hành chính tự quản (raion), của Tỉnh Ulyanovsk, Nga. Huyện có diện tích 2284 km². Trung tâm của huyện đóng ở Barysh.